# بيل جيساب
بيل جيساب (بالإنجليزية: Bill Jessup)‏ هو لاعب كرة قدم أمريكية ولاعب كرة قدم كندية أمريكي، ولد في 17 مارس 1929 في Wray, Colorado ‏ في الولايات المتحدة، وتوفي في 3 يناير 2015 في ويستمينستير في الولايات المتحدة.